# 遠隔操作
遠隔操作（えんかくそうさ、リモートコントロール(Remote control)、略してリモコン(RC)）とは、電気信号などを利用して機器・装置などの操作を、その機器・装置から離れた場所から操作すること。工場のプラントの操作や鉄道の進路制御などで行われている。
なお、最も遠距離から行われた遠隔操作は、惑星探査機である。電話による遠隔操作は「テレコントロール」と呼ばれる。

## 鉄道での例
（1）1か所の信号扱い所で隣接する数駅の信号機と分岐器をRC装置で制御する方式である。小型のCTC（操作は手動）のようなものである。
（2）列車運行の際、進行方向最前部の車両の運転台にて、編成中の動力車全てを操縦したり全車両（動力車・付随車関わらず）のブレーキを操作する、また、プッシュプル方式の列車で機関車が客車を押す形となる運転の際、最前部となる客車の運転台にて最後部の機関車を操縦したり、機関車先頭・客車先頭ともに最前部の機関車・客車の運転台にて編成中の全客車・機関車のブレーキを操作する。

## 電話での例
電話回線経由で遠隔操作される装置を、テレコントローラーという。制御したい側の電話機からテレコントローラーの接続されている電話回線に電話し、多くの場合はトーン信号を送信することで制御を行なう。制御対象はエアコンのオン・オフ、電気錠の開け閉め、パソコンやサーバのリセット、電動シャッターの開け閉めなど、多岐に渡る。このテレコントローラーについてはサン電子、サンヨー、パナソニックが生産していたがいずれも生産を終了している。現在はマトリックス電子から製品が販売されている。この会社の製品には電話回線経由のみでなく、携帯電話のイヤホンマイクに接続して動作するテレコントローラーもある。携帯電話の場合月額基本料金が電話回線より安く、ソフトバンクのプリペイド携帯の場合、受信のみであれば3000円で14か月使えるので今後電話回線再生から携帯へシフトしていくかもしれない。

## 遠隔操作型無人機
遠隔操作する事により、危険な作業に従事する。判断や操作は遠方からオペレーターが行う為、高度な判断を要する用途に適している。有線式の場合は通信だけでなく、電力を送ることにより、蓄電池の容量に依存せず長時間の活動が可能である。

## 遠隔操作型小型車
2023年4月1日、自動走行ロボットの公道走行を可能にする改正道路交通法が施行。自動走行ロボットは「遠隔操作型小型車」（最大速度6km/h以下、120cm以下の小型車）として届出制となる。